# 미테지마역
미테지마역(일본어: 御幣島駅, みてじまえき)은 오사카부 오사카시 니시요도가와구 미테지마 잇초메에 있는, 서일본 여객철도 (JR 서일본)의 JR 도자이 선 상에 있는 역이다.
역의 상징은 배로, 이것은 과거에 주변이 바다였다는 점에서 유래했다.

## 개요
섬식 1면 2선의 지하역. 개찰구는 1개소만 있다. 지상에의 출입구는, 니시요도가와 구청 부근이 1번 출입구, 버스 터미널 부근이 2번 출입구, 아마가사키 쪽의 출구가 3번 출입구로, 3개소가 존재한다. 우타지마바시 교차점에 있는 지하도와 지하 주륜장에도 연결되어 있다. 덧붙여, 플랫폼에 설치되어 있는 엘리베이터는 올라갈 수밖에 없도록 되어 있다.
ICOCA, J스루 카드를 이용할 수 있다 (ICOCA 상호 이용 대상 포함).

### 승강장
| 1 | ■ JR 도자이 선 (하행) | 아마가사키·다카라즈카·산노미야 방면  |
| 2 | ■ JR 도자이 선 (상행) | 기타신치·교바시·시조나와테·나라 방면 |

## 역세권 정보 및 이용 상황
역 주변에는 니시요도가와 구청 등 니시요도가와 구 관련 시설이 다수 위치하고 있다.
2006년도의 1일 평균 승차 인원 수는 약 10, 580명이다.

## 역사
- 1997년 3월 8일 - JR 도자이 선 개업과 동시에 개업.

## 인접역 정보
| 서일본 여객철도 JR 도자이 선 | 서일본 여객철도 JR 도자이 선                            | 서일본 여객철도 JR 도자이 선    |
| ---------------------------- | ------------------------------------------------------- | ------------------------------- |
| 에비에 교바시·기즈 방면      | ● JR 도자이 선 ■ 쾌속, ■ 구간 쾌속, ■ 직통 쾌속, ■ 보통 | 가시마 다카라즈카·산노미야 방면 |